# Les Contes d'Hoffmann
Pour les articles homonymes, voir Hoffmann et Les Contes d'Hoffmann (film).
Représentations notables
- 22 décembre 1961 : La Monnaie (Bruxelles)

Personnages
- Hoffmann, poète (ténor)
- Olympia, poupée mécanique (soprano)
- Antonia, jeune fille (soprano)
- Giulietta, courtisane (soprano)
- Stella, cantatrice (soprano)
- Le conseiller Lindorf (baryton-basse)
- Coppélius, opticien (baryton-basse)
- Le docteur Miracle (baryton-basse)
- Le capitaine Dapertutto (baryton-basse)
- Nicklausse / La Muse (mezzo-soprano)
- Andrès, valet de Stella (ténor-bouffe)
- Cochenille, valet de Spalanzani (ténor)
- Frantz, valet de Crespel (ténor)
- Pittichinaccio, bouffon de Giulietta (ténor)
- Nathanaël, étudiant (ténor)
- Hermann, étudiant (baryton)
- Wilhelm, étudiant (ténor)
- Luther, cabaretier (basse)
- Spalanzani, inventeur (ténor)
- Crespel, père d'Antonia (basse)
- La voix de la tombe, mère d'Antonia (mezzo-soprano)
- Schlémil, amant de Giulietta (baryton)

Airs
- Chanson de Kleinzach - Hoffmann (prologue)
- Couplets de l'automate - Olympia (acte I)
- Barcarolle - Giulietta, Nicklausse, chœur (acte III)

Les Contes d'Hoffmann est un opéra fantastique en cinq actes ou un prologue, trois actes et un épilogue selon la version de Jacques Offenbach, inspiré du conteur E. T. A. Hoffmann. Le livret est une adaptation que Jules Barbier a tirée de la pièce qu'il a écrite en 1851 avec Michel Carré.
La création, posthume, le 10 février 1881 à l'Opéra-Comique de Paris, est l'objet de nombreuses suppressions ou ajouts indépendants de la volonté du compositeur. C'est aujourd'hui l'un des opéras français les plus représentés dans le monde.

## Genèse

### Sources littéraires
Le livret de Jules Barbier reprend en grande partie la pièce homonyme qu'il avait écrite en 1851 avec Michel Carré. Tous deux sont principalement inspirés de quatre histoires de l'écrivain et compositeur romantique allemand Ernst Theodor Amadeus Hoffmann :
- Acte I (Olympia) : Der Sandmann (L'Homme au sable), extrait des Contes nocturnes, 1re partie (Nachtstücke, 1817) ; le héros s'y nomme Nathanael et rencontre le physicien Spallanzani et l'opticien Coppola. Sigmund Freud y fait référence dans son étude du concept de « l'inquiétante étrangeté ».
- Acte II (Antonia) : Rat Krespel (connu en France sous les titres Le Violon de Crémone ou Le Conseiller Crespel et rattaché aux Frères de Saint-Serapion, 1re partie (Die Serapionsbrüder, 1819) ; le narrateur y est appelé « l'étudiant » et le fiancé d'Antonie est le « compositeur B. ») et Der Magnetiseur.
- Acte III (Giulietta) : Abenteuer in der Silvesternacht (Les Aventures de la nuit de la Saint-Sylvestre), extrait des Fantaisies à la manière de Callot, 2e partie (Fantasiestücke in Callots Manier, 1814) et plus particulièrement du 4e chapitre : L'Histoire du reflet perdu (Die Geschichte vom verlorenen Spiegelbild) ; le héros s'y nomme Erasmus Spikher et rencontre Peter Schlemihl, le héros du conte de Adelbert von Chamisso, L’Histoire merveilleuse de Peter Schlemihl ou l’Homme qui a vendu son ombre (1813).

Il est également fait référence à d'autres œuvres d'Hoffmann comme dans la « chanson de Kleinzach » (acte I) qui brosse le portrait du héros grotesque d'un roman court de E. T. A. Hoffmann : Le Petit Zachée surnommé Cinabre ou Petit Zacharie, surnommé Cinabre (Klein Zaches, genannt Zinnober, 1818). Le personnage de Pittichinaccio est, lui, puisé dans la nouvelle Signor Formica (in Les Frères de Saint-Sérapion, 4e partie). Enfin Hoffmann consacra un chapitre des Fantaisies à la manière de Callot (1re partie, 1813) au Don Juan de Mozart, dans lequel la cantatrice qui interprète Donna Anna meurt d'avoir trop chanté, ce qui renvoie au rôle interprété par la cantatrice Stella (actes I et V)[réf. nécessaire], mais aussi à la mort d'Antonia (acte III).
La traduction française la plus connue en France au XIXe siècle était celle de Loève-Veimars (1829-1833), suivie par celles de Toussenel en 1830 et d'Henry Egmont en 1836. L'une des principales traductions modernes est celle dirigée par Albert Béguin et Madeleine Laval (1956-1958). Les auteurs ont unifié les différentes histoires empruntées à Hoffmann en faisant de l'écrivain lui-même le personnage central de l'opéra.

### Musique
Offenbach a pour sa part réutilisé certains extraits d’œuvres antérieures, notamment le Chant des Elfes des Fées du Rhin (1864) pour la célèbre barcarolle « Belle nuit, ô nuit d'amour » de l'acte de Giulietta, Le Papillon (1860) et Fantasio (1872).

## Personnages et leurs créateurs
- Jean-Alexandre Talazac : Hoffmann, poète (ténor)
- Mole-Truffier : La Muse (soprano)
- Adèle Isaac : Olympia, poupée mécanique / Antonia, jeune fille / Stella, cantatrice (soprano)
- Giulietta, courtisane (soprano) - rôle coupé à la création et restauré dès la 2e édition de la partition en 1881
- Émile-Alexandre Taskin : le conseiller Lindorf / Coppélius, opticien / le docteur Miracle (baryton-basse)
- le capitaine Dapertutto (baryton-basse) - rôle coupé à la création et restauré par la suite
- Marguerite Ugalde : Nicklausse (mezzo-soprano)
- Pierre Grivot : Andrès, valet de Stella / Cochenille, valet de Spalanzani / Frantz, valet de Crespel (ténor)
- Pittichinaccio, bouffon de Giulietta (ténor) - rôle coupé à la création et restauré dès la 2e édition de la partition en 1881
- Chenevières : Nathanaël, étudiant (ténor)
- Wilhelm, étudiant (ténor) - rôle coupé à la création et restauré dès la 2e édition de la partition en 1881
- Teste : Hermann, étudiant (baryton)
- Troy : Luther, cabaretier (basse)
- E. Gourdon : Spalanzani, inventeur (ténor)
- Hippolyte Belhomme : Crespel, père d'Antonia (basse)
- Mme Dupuis : une voix (ou « la Voix de la tombe »), mère d'Antonia (mezzo-soprano)
- Schlémil, amant de Giulietta (baryton) - rôle coupé à la création et restauré dès la 2e édition de la partition en 1881

## Argument

### Prologue -La taverne de maître Luther
Une taverne de Nuremberg. La Muse apparaît. Elle révèle son intention d'attirer l'attention d'Hoffmann sur elle seule et de lui faire renier toutes ses autres amours afin qu'il soit complètement dévoué à elle : la poésie. Elle prend pour cela l'apparence du meilleur ami d'Hoffmann, l'étudiant Nicklausse.
La prima donna Stella, qui interprète dans la salle voisine le Don Giovanni de Mozart, envoie une lettre à Hoffmann lui demandant de venir la rencontrer dans sa loge après le spectacle. Cette lettre, contenant la clé de la loge, tombe entre les mains du conseiller Lindorf, qui a alors l'intention d'aller dans la loge de Stella à sa place. À l'entracte de la représentation, Hoffmann arrive dans la taverne où des étudiants l'attendaient et les amuse avec l'histoire du nain Kleinzach avant qu'ils ne le pressent de raconter ses trois histoires d'amour.

### Acte I -Olympia

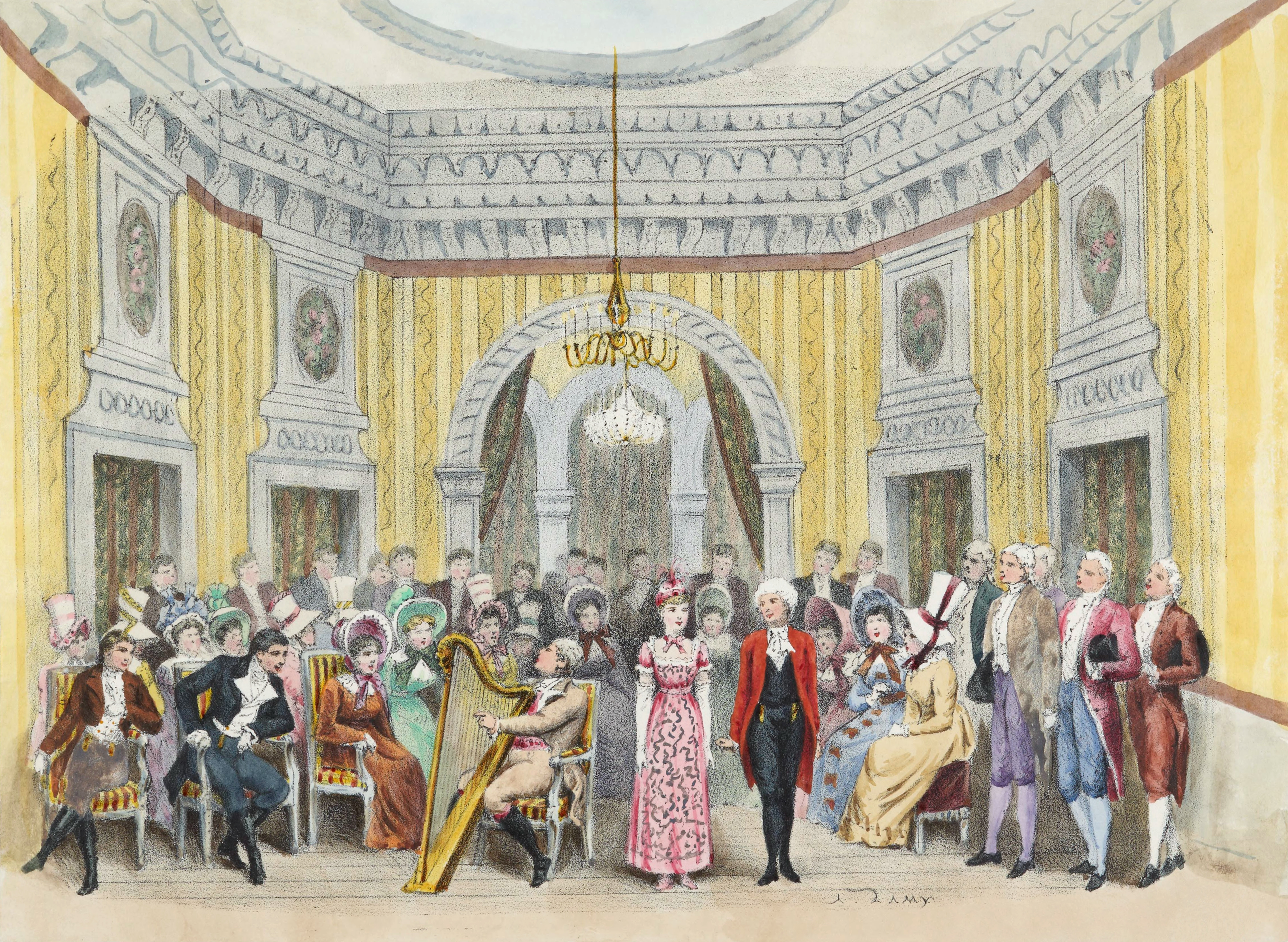
Illustration de l'acte d'Olympia d'après la première de 1881

Hoffmann est amoureux d'Olympia, la « fille » du scientifique Spalanzani. Celle-ci s'avère en fait être un automate dont Coppélius, un charlatan, a fourni à Spalanzani les yeux et vient présenter sa créance. Il vend à Hoffmann des lunettes magiques qui lui font voir Olympia comme une vraie femme. Hoffmann se croit alors aimé d'elle mais Niklausse, perplexe, tente en vain d'avertir son ami. Alors qu'il valse avec Olympia, Hoffmann tombe et ses lunettes se brisent. C'est alors que Coppélius qui veut se venger du chèque sans provision que lui a remis Spalanzani, revient et détruit Olympia. Hoffmann se rend compte de la vraie nature de celle qu'il aimait, cependant que la foule ricane de la naïveté du poète.

### Acte II -Antonia

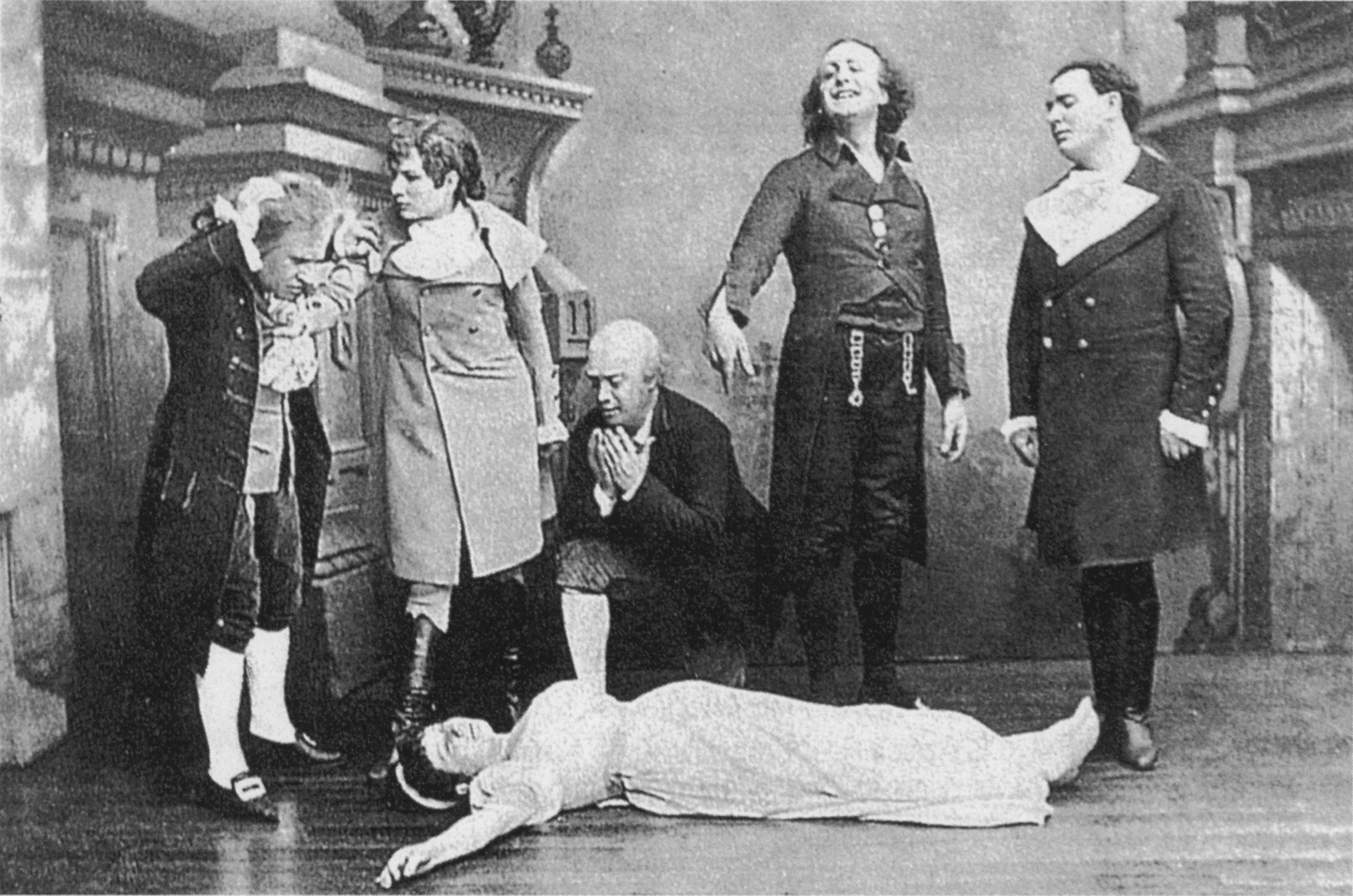
La mort d'Antonia lors de la création en 1881.
De gauche à droite : Hippolyte Belhomme (Crespel), Marguerite Ugalde (Nicklausse), Pierre Grivot (Frantz), Émile-Alexandre Taskin (Miracle) et Jean-Alexandre Talazac (Hoffmann), entourant Adèle Isaac (Antonia)

La maison du conseiller Crespel à Munich. Hoffmann et Antonia s'aiment mais ont été séparés par Crespel, le père de celle-ci. Antonia vit sous l'emprise d'une terrible maladie et elle doit pour cela éviter de chanter à tout prix, ce qui est dommage car elle a hérité de la magnifique voix de sa mère, une cantatrice décédée. C'est donc pour cette raison que Crespel défend à sa fille de chanter et, du même coup, de fréquenter Hoffmann car ce dernier l'encourage à poursuivre sa carrière de cantatrice. Lorsque Crespel sort de chez lui, Hoffmann en profite pour s'introduire dans la maison afin de retrouver Antonia. Crespel revient alors et reçoit la visite du docteur Miracle qui le persuade de le laisser soigner sa fille. Caché, Hoffmann entend la conversation et apprend de quelle terrible maladie elle souffre. Il lui fait promettre d'abandonner le chant. Antonia accepte à contrecœur mais alors qu'elle est seule, le docteur Miracle vient à elle et tente de la convaincre de poursuivre son rêve car, selon lui, Hoffmann ne l'aime que pour sa beauté et se lassera avec le temps. À l'aide de ses pouvoirs magiques, il fait apparaître la défunte mère d'Antonia et persuade cette dernière de chanter. S'ensuit un trio intense avec Miracle, Antonia et le fantôme de la mère où Antonia enchaîne les vocalises jusqu'à la syncope. Crespel arrive juste à temps pour être témoin du dernier soupir de sa fille. Hoffmann entre dans la pièce où, menacé de mort par Crespel, il est sauvé par Nicklausse.

### Acte III -Giulietta

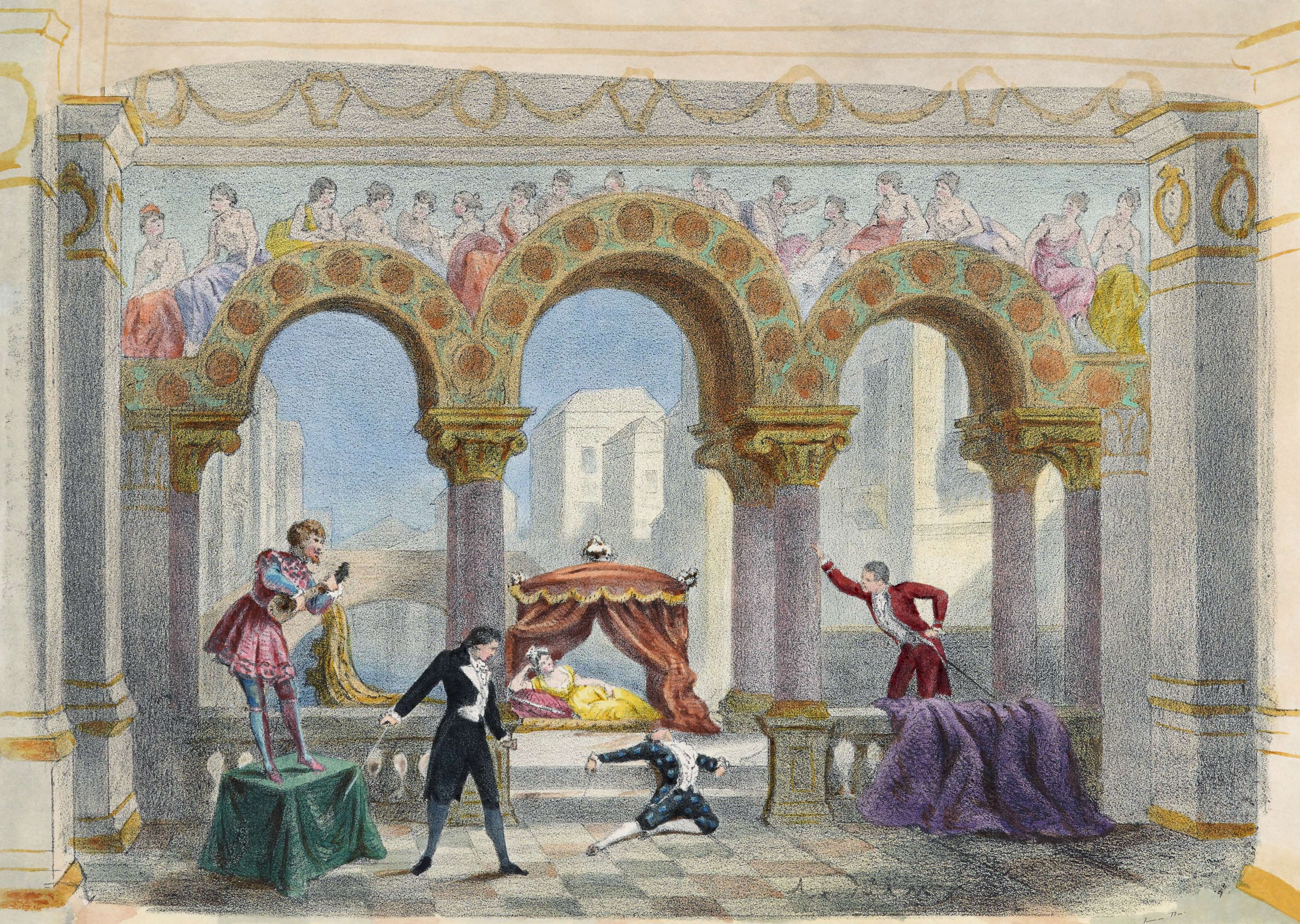
Acte de Giulietta.

Un palais à Venise. Hoffmann, désabusé par ses expériences précédentes, raille l'amour et célèbre l'ivresse en jurant de ne pas succomber aux charmes de la courtisane Giulietta. Celle-ci relève le défi de le séduire et, sous les ordres du capitaine Dapertutto, de lui voler son reflet à l'aide de son miroir magique. Hoffmann ne peut résister au charme de la courtisane et au cours d'un duo elle lui vole son reflet. Schlemil, une précédente victime de Giulietta et Dapertutto, veut sauver Hoffmann, qui ne veut rien entendre, de sa folle passion pour Giulietta. Il le provoque en duel mais est finalement tué. Hoffmann se lance à la recherche de Giulietta et la voit passer en gondole dans les bras de son nouvel amant, Pittichinaccio.
Dans la version du livret de censure, Hoffmann, revenu à lui et furieux d'avoir été trahi, tente de poignarder Giulietta mais, aveuglé par Dapertutto, il tue par erreur son nain Pittichinaccio ; dans la version de Richard Bonynge, Giulietta meurt empoisonnée en buvant par hasard le philtre que Dapertutto destine à Hoffmann

### Épilogue -Stella
La taverne de Luther. Hoffmann, ivre, jure que jamais plus il n'aimera qui que ce soit. Il explique à ses auditeurs qu'Olympia, Antonia, et Giulietta ne sont en fait que trois facettes de la même personne : Stella, à la fois jeune fille, artiste et courtisane. La diva apparaît au même instant et, voyant l'état d'Hoffmann, repart au bras de Lindorf. Resté seul avec lui, Nicklausse dévoile son identité de Muse et déclare à Hoffmann : « Renais poète ! Je t'aime Hoffmann ! Appartiens moi ! »

## Liste des airs (Version Oeser)
Prologue
- 1. Prélude et Introduction - Glou, glou, glou (Chorus)
- 2. La vérité dit-on (Chorus)
- 3. Le conseiller Lindorf, morbleu ! (Lindorf, Nicklausse, Andres)
- 4. Scène, Voyons pour Hoffmann … Bon, je m'en doutais ! - No. 2, Couplets, Dans les rôles d'amoureux langoureux (Lindorf)
- 5. L'entr'acte commence ...(Luther, Chorus, Hermann, Nathanaël)
- 6. Vive Dieu ! mes amis...(Nathanaël, Chorus, Hermann, Lindorf, Luther, Hoffmann, Nicklausse)
- 7. Notte e giorno mal dormire...Il était une fois à la cour d'Eisenach (Nicklausse,Hoffmann,Herman,Nathanaël,Chorus)
- 8. À la bonne heure au moins !...(Nicklausse, Hoffmann, Hermann, Lindorf, Chorus)
- 9. Je vous dis, moi, qu'un malheur me menace (Hoffmann, Lindorf, Nathanaël, Hermann, Chorus, Nicklausse, Luther)

Acte 1 : Olympia
- 10. Là ! dors en paix (Spalanzani, Hoffmann, Cochenille)
- 11. Allons ! courage et confiance (Hoffmann, Nicklausse)
- 12. Voyez-la sous son éventail (Nicklausse, Hoffman)
- 13. C'est moi, Coppelius (Coppelius, Nicklausse, Hoffman)
- 14. Serviteur... Monsieur, je vous jure qu'ils sont noir (Hoffmann, Coppelius, Nicklausse)
- 15. Hein ! Vous ? Ce cher maître !... (Spalanzani, Coppelius, Hoffmann, Cochenile)
- 16. Non aucun hôte vraiment (Chorus, Spalanzani, Nicklausse, Hoffmann, Cochenille, Voix de Basse)
- 17. Les oiseaux dans la charmille (Olympia/Choeurs)
- 18. Ah! mon ami ! quel accent !... (Hoffmann, Nicklausse, Spalanzani, Chorus, Olympia, Cochenille)
- 19. Ils se sont éloignés enfin !... Ah! vivre deux (Hoffmann, Olympia)
- 20. Tu me fuis ? .....Oui, pauvres fous (Hoffmann, Nicklausse, Coppelius, Spalanzani, Cochenille, Olympia, Chorus)
- 21. Est-il mort ? (Nicklausse, Spalanzani, Chorus, Cochenille, Hoffmann, Coppelius)

Acte 2 : Antonia
- 22. Elle a fui, la tourterelle (Antonia)
- 23. Malheureuse enfant... (Crespel, Antonio, Frantz)
- 24. Jour et nuit je me mets en quatre (Frantz)
- 25. Frantz !... c'est ici ! (Hoffmann, Frantz, Nicklausse)
- 26. Enfin je vais savoir pourquoi - Vois sous l'archet frémissant (Hoffmann, Nicklausse)
- 27. O cher Antonia...Ah ! J'ai le bonheur dans l'âme (Hoffmann/Nicklausse/Antonia)
- 28. Pourtant, ô ma fiancée... C'est une chanson d'amour (Hoffmann, Antonia)
- 29. Qu'as-tu donc ? (Hoffmann, Antonia, Crespel, Frantz, Miracle)
- 30. Pour conjurer le danger (Miracle, Hoffmann, Crespel, Le Voix d'Antonia)
- 31. Ne plus chanter ! Hélas ! (Hoffmann, Antonia)
- 32. Tu ne chanteras plus ? (Miracle, Antonia)
- 33. Ta mère oses-tu l'invoquer ?...Chère enfant...(Miracle, La mère d'Antonia, Antonia)
- 34. Mon enfant ! ma fille ! Antonia ! (Finale) (Crespel, Antonia, Hoffmann, Nicklausse, Miracle)

Acte 3 : Giulietta
- 35. Belle nuit, ô nuit d'amour (Barcarolle) [Nicklausse, Giulietta, Chorus]
- 36. Holà ! Où est Monsieur Schlémihl ? (Hoffmann, Pitichinaccio, Nicklausse, Giulietta)
- 37. Amis, l'amour tendre (Hoffmann, Chorus)
- 38. C'est bien ! On est en fête ! (Schlemil, Giulietta, Pitichinaccio, Hoffmann, Chorus, Nicklausse, Dapertutto)
- 39. Tourne, tourne, miroir où se prend l'alouette (Dapertutto)
- 40. Cher ange ! (Dapertutto, Giulietta, Pitichinaccio)
- 41. Vénus dit à Fortune (Giulietta, Chorus, Hoffmann, Schlémil)
- 42. Prend mes cartes (Hoffmann, Nicklausse, Schlemil, Giulietta, Chorus)
- 43. Viens tenter ta chance (Chorus, Schlemil, Nicklausse, Hoffmann, Giulietta)
- 44. Adieu...Non ! Non, Messieurs ! (Hoffmann, Dapertutto, Giulietta)
- 45. Qui connaît donc la souffrance (Giulietta, Chorus, Hoffmann, Nicklausse)
- 46. Ô Dieu, de quelle ivresse (Hoffmann)
- 47. Jusque-là cependant affermis mon courage (Giulietta, Hoffmann)
- 48. In flagrante ! ... Écoutez, messieurs ! (Dapertutto, Schlemil, Nicklausse, Giulietta, Pitichinaccio, Hoffmann, Chorus)

Epilogue: Stella
- 49. Voilà quelle fut l'histoire de mes amours... (Hoffmann, Luther, Lindorf, Nathanaël, Nicklausse, Chorus)
- 50. Vous permettez, Madame !..Pardon ! Kleinzach est incomplet...(Lindorf, Hoffmann, Andres, Chorus)
- 51. Pauvre Hoffmann (Nicklausse/La Muse, Chorus)
- 52. Des cendres de ton cœur (La muse, Chorus, Stella, Lindorf, Hoffmann, Hermann, Luther, Nathanaël, Andres)

## Analyse
L'opéra est composé de cinq actes (certaines éditions indiquent un prologue, trois actes et un épilogue).
Offenbach mourut le 5 octobre 1880, alors que l'œuvre était en répétitions à l'Opéra-Comique. Il avait terminé la partition chant-piano mais n'avait orchestré que le prologue et le premier acte. Ernest Guiraud se chargea de terminer l'orchestration et de composer des récitatifs, comme il l'avait fait de Carmen à la mort de Georges Bizet. L'opéra, jugé trop long par le directeur de l'Opéra-Comique Léon Carvalho, fut toutefois amputé dès sa création de plus d'un tiers (dont la totalité de l'acte de Giulietta). Publiée par la maison Choudens, la partition connut 5 éditions successives réparties sur 13 volumes et fut remaniée à l'occasion des reprises ultérieures, avant qu'un travail de reconstruction ne soit entrepris à partir des années 1970 au fil des redécouvertes de matériel musical.
Voici une liste des principales modifications apportées à l'œuvre originale :
- Changement de l'ordre des actes :

L'ordre proposé par Barbier et Offenbach pour les « contes » est : Olympia - Antonia - Giulietta. L'acte de Giulietta précède cependant parfois celui d'Antonia, ce dernier étant jugé le plus accompli au point de vue musical et dramatique.
- Changements dans l'histoire :

Dès le lendemain de la création, le prologue avec la Muse ainsi que l'acte de Giulietta sont coupés. Selon les versions, Giulietta abandonne Hoffmann, meurt empoisonnée ou Hoffmann tue Pitichinaccio.
- Changement de la distribution :

Comme Olympia, Antonia et Giulietta représentent trois facettes de la cantatrice Stella, les auteurs souhaitaient que les quatre rôles soient interprétés par la même artiste. De même pour les trois figures du « Diable » (Coppélius, Miracle, Dapertutto), qui sont des projections fantasmées du conseiller Lindorf, et du valet de Stella, Andrès. Certaines productions (notamment au disque dans les années 1940-1960) répartissent entre plusieurs chanteurs ces rôles. De même la suppression de la première apparition de la Muse et de sa transformation en étudiant a longtemps conduit à sa dissociation du rôle de Nicklausse, certains metteurs en scène allant jusqu'à attribuer le rôle à un baryton plutôt qu'à une mezzo-soprano (rôle travesti), prévue par le compositeur.
- Ajout de musique n'ayant pas été composée par Offenbach lui-même (versions de Pierre Barbier et Raoul Gunsbourg)[7]. Ex : l'air de Dapertutto « Scintille diamant » (inspiré du solo de cor du Voyage dans la Lune) et le Septuor avec chœur composés par Raoul Gunsbourg et André Bloch pour la reprise de Monte-Carlo en 1904.

Même si la version « traditionnelle » des éditions Choudens (1907) reste fréquemment retenue, bien que contenant de la musique apocryphe, les importantes découvertes musicologiques effectuées depuis les années 1980 et la publication d'éditions critiques ont permis peu à peu d'identifier la totalité du matériau musical par Offenbach ainsi que les compléments de Guiraud à différents stades de sa mise en ordre. On peut citer chronologiquement :
- 1958 : Walter Felsenstein (éd. Weinberger)
- 1971 : Richard Bonynge (enregistrement Decca)
- 1976 : Fritz Oeser (éd. Alkor)
- 1987-1992 : Michael Kaye (éd. Schott)
- 2010 : Jean-Christophe Keck (éd. Boosey and Hawkes) - à paraître

Le documentaire Le Manuscrit disparu ou l'Histoire des Contes d'Hoffmann réalisé par Gérald Caillat en 2004 retrace l'histoire de l'œuvre et sa reconstruction, avec la redécouverte du manuscrit original dans son intégralité.

## Maurice Béjart à la Monnaie (1961)
À la demande de la direction du théâtre de la Monnaie, Maurice Béjart accepte de mettre en scène l'œuvre d'Offenbach, pour laquelle il crée en 1961 une chorégraphie malgré sa réticence de longue date à l'idée de voir le ballet servir de faire valoir à l'opéra. Antoine Livio explique dans sa biographie de Béjart la genèse de ce « lâcher prise » : alors qu'il se rend en Espagne invité par Salvador Dalí, le chorégraphe, très affecté par la récente disparition de son père, entend la Barcarolle des Contes au moment où un enterrement passe devant sa voiture ; au rythme régulier de l'air répond le lent balancement du cortège. La lecture du livret confirme ce sentiment qui lui fait associer la musique à l'idée de mort symbolisée aussi à ses yeux par la ville de Venise où se déroule l'action de l'opéra. Béjart trouve dans l'étude des travaux d'Ernst Theodor Amadeus Hoffmann sur la musique et le théâtre le climat d'étrangeté qui n'existe pas dans la musique d'Offenbach et dont il s'inspire pour la création des interludes de musique électroacoustique que compose Henri Pousseur. Germinal Casado réalise une scénographie fantasque et poétique, appuyée par des projections de formes abstraites et la présence d'automates gigantesques, conçus par le décorateur Francis André. Dans cette atmosphère délirante, apparaît un personnage tout droit sorti de l'imagination de Béjart : l'âme du poète Hoffmann, dansé par Tania Bari. Dolorès Laga, Antonio Cano et Jörg Lanner sont les autres solistes de cette création par le Ballet du XXe siècle le 22 décembre 1961.
Pour Antoine Livio, les Contes de Béjart « demeura longtemps la plus belle production du Théâtre royal de la Monnaie ». Présentée au théâtre des Champs-Élysées le 5 avril 1963, elle fut reprise à la Monnaie en 1964-65 et 1965-66 avec Pierre Fleta dans le rôle-titre.

## Adaptations
- Une adaptation cinématographique britannique est sortie en 1951 : Les Contes d'Hoffmann réalisé par Michael Powell et Emeric Pressburger.
- En 1992, Roman Polanski met en scène une version des contes à l'Opéra Bastille, avec José van Dam et Natalie Dessay.
- La célèbre barcarolle a été souvent reprise, comme dans le film La vie est belle de Roberto Benigni.
- En 2018, Franceconcert rend hommage à Offenbach en imaginant un ballet, Les Contes d'Hoffmann, alliant la danse classique avec des chœurs et un orchestre.

## Discographie sélective
- 1948 : André Cluytens (dir.), Raoul Jobin (Hoffmann), Renée Doria (Olympia), Vina Bovy (Giulietta), Géori Boué (Antonia), Louis Musy (Lindorf), André Pernet (Coppélius), Charles Soix (Dapertutto), Roger Bourdin (Miracle), Fanely Revoil (Nicklausse), Renée Faure (la Muse), André Bourvil (Andrès/Cochenille/Pitichinaccio/Frantz), chœurs et orchestre de l'Opéra-Comique - EMI ; réédition Naxos (version Choudens)
- 1965 : André Cluytens (dir.), Nicolai Gedda (Hoffmann), Gianna D'Angelo (Olympia), Elisabeth Schwarzkopf (Giulietta), Victoria de los Ángeles (Antonia), Renée Faure (Stella/la Muse), Nicola Ghiuselev (Lindorf), George London (Coppélius/Miracle), Ernest Blanc (Dapertutto), Jean-Christophe Benoît (Nicklausse), Jacques Loreau (Andrès/Cochenille/Pitichinaccio/Frantz), chœurs René Duclos, Orchestre de la Société des concerts du Conservatoire - EMI (version Choudens)
- 1971 : Richard Bonynge (dir.), Placido Domingo (Hoffmann), Joan Sutherland (Olympia/Giulietta/Antonia/Stella), Gabriel Bacquier (Lindorf/Coppélius/Dapertutto/Miracle), Huguette Tourangeau (Nicklausse, la Muse), Hugues Cuenod (Andrès/Cochenille/Pitichinaccio/Frantz), chœurs et orchestre de la Suisse romande - Decca (version Bonynge)
- 1973 : Julius Rudel (dir.), Stuart Burrows (Hoffmann), Beverly Sills (Olympia/Giulietta/Antonia/Stella), Norman Treigle (Lindorf/Coppélius/Dapertutto/Miracle), Susanne Marsee (Nicklausse/la Muse), Nico Castel (Andrès/Spalanzani/Pitichinaccio/Frantz), John Alldis Choir, Orchestre symphonique de Londres - Westminster (version Choudens)
- 1981 : Georges Prêtre (dir.), Plácido Domingo (Hoffmann), Luciana Serra (Olympia), Agnès Baltsa (Giulietta), Ileana Cotrubaş (Antonia), Claire Powell (Nicklausse/la Muse), Robert Lloyd (Lindorf), Paul Crook (Andrès/Cochenille), Robert Tear (Spalanzani), Francis Egerton (Pitichinaccio), Gwynne Howell (Crespel), Bernard Dickerson (Frantz), Nicola Ghiuselev (Dr Miracle), Geraint Evans (Coppélius), Siegmund Nimsgern (Dapertutto), Phyllis Cannan (Mère d'Antonia), Robin Leggate (Nathanaël), Chœurs et Orchestre du Covent Garden, Royal Opera House (version Choudens)
- 1988 : Sylvain Cambreling (dir.), Neil Shicoff (Hoffmann), Luciana Serra (Olympia), Jessye Norman (Giulietta), Rosalind Plowright (Antonia), José van Dam (Lindorf/Coppélius/Dapertutto/Miracle), Ann Murray (Nicklausse/la Muse), Robert Tear (Andrès/Cochenille/Pitichinaccio/Frantz), chœurs et Orchestre Symphonique de La Monnaie - EMI (version Œser)
- 1989 : Seiji Ozawa (dir.), Plácido Domingo (Hoffmann), Edita Gruberová (Olympia/Giulietta/Antonia/Stella), Andreas Schmidt (Lindorf), Gabriel Bacquier (Coppélius), Justino Díaz(Dapertutto), James Morris (Miracle), Claudia Eder (Nicklausse/la Muse), Robert Gambill (Andrès), Paul Crook (Cochenille/Pitichinaccio), Michel Sénéchal (Frantz), chœur de Radio France, Orchestre national de France - Deutsche Grammophon (version Choudens/Œser)
- 1992 : Jeffrey Tate (dir.), Francisco Araiza (Hoffmann), Eva Lind (Olympia), Cheryl Studer (Giulietta), Jessye Norman (Antonia), Samuel Ramey (Lindorf/Coppélius/Dapertutto/Miracle), Anne Sofie von Otter (Nicklausse/la Muse), Georges Gautier (Andrès, Cochenille, Pitichinaccio, Frantz), Rundfunkchor Leipzig, Staatskapelle de Dresde - Philips Classics (version Kaye 2 avec parlés)
- 1996 : Kent Nagano (dir.), Roberto Alagna (Hoffmann), Natalie Dessay (Olympia), Sumi Jo (Giulietta), Leontina Vaduva (Antonia), Juanita Lascarro (Stella), José van Dam (Lindorf/Coppélius/Dapertutto/Miracle), Catherine Dubosc (Nicklausse/la Muse), Gilles Ragon (Andrès/Cochenille/Pitichinaccio/Frantz), chœurs et orchestre de l'Opéra national de Lyon - Erato (version Kaye 2 avec récitatifs)

#### Bases de données et notices
- Ressources relatives à la musique :   - International Music Score Library Project
  - MusicBrainz (œuvres)
- Ressource relative au spectacle :   - Internet Broadway Database
- Notices dans des dictionnaires ou encyclopédies généralistes :   - Britannica
  - Den Store Danske Encyklopædi
  - Store norske leksikon
- Notices d'autorité :   - VIAF
  - BnF (données)
  - GND
  - Japon
  - Israël